# متحف العامرية
متحف العامرية أحد متاحف منطقة عسير جنوب المملكة العربية السعودية، يقع المتحف في أحد رفيدة، أسسه محمد سعد شيحان القرني.

## مكونات المتحف
يتكون متحف العامرية من ثلاث غرف في منزله بها مجلس شعبي متكامل وأدوات القهوة والأسلحة المتنوعة وأدوات المطبخ والخوصيات والجلديات وأدوات الزراعة والعملات وبعض الأجهزة السمعية والبصرية وللمتحف إسهامات في تنشيط السياحة بالمحافظة، وقد قام المالك بجمع المقتنيات التراثية منذ أكثر من عشرين سنه.